# Z 9 Wolfgang Zenker
Z 9 Wolfgang Zenker war ein deutscher Zerstörer im Zweiten Weltkrieg. Das Schiff war eines von zwölf Booten der Klasse der Zerstörer 1934A. Es war nach Leutnant zur See Wolfgang Zenker (1898–1918) benannt, der bei der Verteidigung der Flagge seines Schiffes, des Schlachtschiffs König, gegen Meuterer während des Kieler Matrosenaufstandes im November 1918 ums Leben kam.

## Geschichte
Am Morgen des 3. September 1939 trafen die unter dem Befehl von Konteradmiral Günther Lütjens stehenden Zerstörer Z 1 Leberecht Maass und Z 9 Wolfgang Zenker vor dem Hafen von Hel ein und eröffneten gegen 07:00 Uhr das Feuer auf den dort liegenden polnischen Zerstörer Wicher und den Minenleger Gryf, die das Feuer erwiderten. Die Gryf wurde zweimal getroffen. Nach dem Eingreifen einer polnischen Küstenbatterie von vier 152-mm-Geschützen, die mit einem Treffer auf der Leberecht Maass vier Tote und vier Verwundete forderte, legte die Wolfgang Zenker einen Rauchvorhang und Lütjens brach den Angriff ab.
Beim Unternehmen Weserübung gehörte das Boot zur Kampfgruppe von Kommodore Friedrich Bonte, die am 9. April 1940 2.000 Gebirgsjäger unter dem Befehl von Generalleutnant Eduard Dietl zur Besetzung des dortigen Erzhafens nach Narvik in Norwegen brachte. Nach ihrer Ankunft in Narvik und der Anlandung der Gebirgsjäger wurden die zehn Zerstörer des Verbandes am 10. April und am 13. April von britischen Marineeinheiten in der sogenannten Schlacht um Narvik im Hafen von Narvik und den umliegenden Fjorden angegriffen und gingen allesamt verloren. Auf britischer Seite waren zunächst fünf Zerstörer, drei Tage später dann das Schlachtschiff Warspite und neun Zerstörer beteiligt. Am 13. April 1940 wurde die Wolfgang Zenker von der eigenen Besatzung nach dem Aufbrauchen der Munition und zahlreichen Beschädigungen im Rombaksbotn bei 68° 25′ 0″ N, 17° 54′ 0″ O selbstversenkt.

## Kommandant
Einziger Kommandant der Wolfgang Zenker war vom 2. Juli 1938 bis zum 13. April 1940 Korvettenkapitän Gottfried Pönitz.